# Frankfurter Bachkonzerte
Die Frankfurter Bachkonzerte sind eine seit 1961 bestehende Konzertreihe in Frankfurt am Main. Der Schwerpunkt des Programms liegt auf dem Instrumental- und Chorwerk von Johann Sebastian Bach.
Der von dem Bankier Hermann Josef Abs mitbegründete Zyklus umfasst derzeit zehn Aufführungen pro Saison. Seit 1961 wurden rund 650 Konzerte veranstaltet. Jedes Jahr zählen die Frankfurter Bachkonzerte circa 10.000 Zuschauer.
Seit 1981 finden die Aufführungen im „Großen Saal“ (2.400 Plätze) und im „Mozartsaal“ (720 Plätze) der Alten Oper statt. Frühere Spielorte waren der „Hermann-Josef-Abs-Saal“ der Deutschen Bank sowie verschiedene Frankfurter Kirchen.
Die Frankfurter Bachkonzerte finanzieren sich ausschließlich durch Kartenverkäufe und private Fördermittel wie Vereinsbeiträge, Spenden, Sponsoren sowie Unterstützung durch die Deutsche Bank Stiftung und die Gesellschaft der Freunde der Alten Oper Frankfurt e. V.

## Künstler
Die Frankfurter Bachkonzerte stehen im Bereich der Barockmusik für höchstes Darbietungsniveau. Von Beginn an konnten nationale und internationale Künstler, insbesondere Barock-Spezialisten, für das Veranstaltungsprogramm gewonnen werden, unter anderem:
- die Dirigenten Claudio Abbado, Riccardo Chailly, Nikolaus Harnoncourt, John Eliot Gardiner, Jordi Savall, Georg Solti, Sándor Végh, Franz Welser-Möst
- die Pianisten Kit Armstrong, Alfred Brendel, Rudolf Buchbinder, Olli Mustonen, Ivo Pogorelich, Maurizio Pollini, András Schiff
- Maurice André (Trompete), Hilary Hahn (Violine), Heinz Holliger (Oboe), Gidon Kremer (Violine),  Aurèle Nicolet (Flöte), Emmanuel Pahud (Flöte), Heinrich Schiff (Cello), Frank Peter Zimmermann (Violine), Tabea Zimmermann (Viola)
- die Sänger Thomas Hampson (Bariton), Philippe Jaroussky (Countertenor),[6] Emma Kirkby (Sopran), Julia Lezhneva (Sopran), Anna Prohaska (Sopran), Peter Schreier (Tenor)
- die Ensembles Alban Berg Quartett, Hagen-Quartett, Windsbacher Knabenchor

Die Frankfurter Bachkonzerte widmen sich außerdem der Nachwuchsförderung. Jedes Jahr werden neben etablierten auch jüngere, aufstrebende Künstler in das Programm aufgenommen, etwa in der Saison 2015/2016 das Ensemble Pygmalion oder in der Saison 2016/2017 das Vox Orchester. Zudem wird ein Konzert pro Saison gemeinsam mit der Frankfurter Hochschule für Musik und Darstellende Kunst gestaltet.
Die Frankfurter Bachkonzerte vergeben jährlich fünf Stipendien an Studierende der Hochschule, die sich in einem Sonderkonzert präsentieren dürfen.

## Programm
Das Instrumental- und Chorwerk von Johann Sebastian Bach und die Kompositionen von Vorläufern und Zeitgenossen des Barock, beispielsweise Georg Friedrich Händel, Carl Philipp Emanuel Bach, Johann Christian Bach und Georg Philipp Telemann, bilden den thematischen Schwerpunkt der Konzertreihe.
Neben der „historisch und künstlerisch einwandfreien Wiedergabe“ dieser Werke legen die Frankfurter Bachkonzerte Gewicht auf die Gegenüberstellung von Bachs Werk und zeitgenössischen Kompositionen.
Besonders hervorzuheben sind hier eine Reihe von teilweise im Auftrag des Vereins komponierten Uraufführungen zeitgenössischer Werke von Johannes Driessler (1964), Kurt Hessenberg (1980), Ulrich Stranz (1980 und 1983), Hans-Jürgen von Bose (1981 und 1992), Alfred Schnittke (1984), Thomas Demenga (1990), Arvo Pärt – „The Introductory Prayers“ (1996), Nicolas Bacri – Doppelkonzert für Violine und Oboe (2006) sowie Kit Armstrong – Toccata für Klarinette und Orchester (2010). Zu nennen sind ferner (teilweise als Sonderzyklen „Bach und …“) Gegenüberstellungen von Bachs Werk und Kompositionen von Pierre Boulez (1990/1991), Olivier Messiaen (1991/1992), Igor Strawinsky (2001/2002), Dmitri Schostakowitsch (2002/2003), Witold Lutosławski (2001/2002), Francis Poulenc (2005/2006) und György Ligeti (2015/2016).

## Künstlerische Leitung
Künstlerische Leiter der Frankfurter Bachkonzerte waren Helmut Winschermann (1960–1980), Katharina von Bismarck (1979–1990), Alexander Pereira (1979–1984), Dirk Nabering (1990–1994, u. a. langjähriger Leiter der Berliner Festwochen und der Albert-Konzerte Freiburg) und Hans Georg Schäfer (1994–2012, u. a. Intendant der Berliner Philharmoniker und der Bachwoche Ansbach). Seit dem Jahr 2013 erfolgt die künstlerische Leitung durch den Vorstand, beraten durch Stephan Pauly (zugleich Intendant der Alten Oper Frankfurt am Main). Bei der Programmgestaltung besteht eine enge Kooperation mit der Alten Oper.
Während der Programmschwerpunkt unter der Leitung von Helmut Winschermann zwischen 1961 und 1980 entsprechend den Vorgaben der Satzung noch klar auf den Kompositionen von Bach, Bachs Zeitgenossen und seinen Vorläufern lag, haben Katharina von Bismarck und Alexander Pereira vermehrt auch Werke des 19. und 20. Jahrhunderts aufführen lassen. Damit einhergehend wurden weniger Konzerte gespielt, die sich ausschließlich der Musik von Bach widmeten, und es gab häufiger Konzerte, in denen die Musik von Bach nicht auf dem Programm stand.
Unter dem Einfluss des künstlerischen Leiters Hans Georg Schäfer erfolgte schließlich wieder eine verstärkte Konzentration der Frankfurter Bachkonzerte auf die Werke von Bach bzw. auf Komponisten seiner Zeit sowie die Hinwendung zu einer vermehrt historischen Aufführungspraxis, die noch heute Bestand hat. Hierfür stehen beispielhaft die Auftritte von Barock-Spezialisten wie Sir John Eliot Gardiner mit dem von ihm gegründeten Kammerorchester English Baroque Soloists und dem Monteverdi Choir (2016/2017), René Jacobs mit der Akademie für Alte Musik (2016/2017), Jordi Savall (2015/2016), Andreas Staier (2015/2016) und dem Windsbacher Knabenchor.

## Träger
Träger der Frankfurter Bachkonzerte ist der am 7. Mai 1961 in Frankfurt am Main gegründete Verein „Frankfurter Bachkonzerte e. V.“ Gründungsmitglieder der „Frankfurter Bachkonzerte“ und des „Frankfurter Bachkonzerte e. V.“ waren Hermann Josef Abs, Fritz Dietrich, Klaus Dohrn, Ernst Holzinger, Klaus Jacobs, Gustav von Metzler, Philipp Mohler, Volkmar Muthesius, Klaus Westrick, Helmut Winschermann und Hans Zumsteg.
Mitglieder des aktuellen Vorstands des „Frankfurter Bachkonzerte e. V.“ sind Nikolaus Reinhuber (Vorsitzender), J. Nikolaus Korsch (Schatzmeister), Günther Albers, Traudl Herrhausen, Frank-Peter Martin, Elsa Pavel und Alexander Wolf.